# Pseudoplatylabops mundulus
Pseudoplatylabops mundulus är en stekelart som först beskrevs av Tosquinet 1896.  Pseudoplatylabops mundulus ingår i släktet Pseudoplatylabops och familjen brokparasitsteklar. Utöver nominatformen finns också underarten P. m. ethiopiae.